# Мэлоун, Шон
Шон Мэло́ун (англ. Sean Malone; род. 30 апреля 1995, Буффало, Нью-Йорк, США) — профессиональный американский хоккеист, игрок клуба НХЛ «Баффало Сейбрз». Выступает на позиции центрфорварда.

## Клубная карьера

### Юниорская карьера
По 2013 год выступал за хоккейную команду частной школы Николс в родном Буффало.  В сезоне 2012/13 выступал за юниорскую команду сборной США по хоккею. С 2013 по 2017 год выступал за университет Гарварда в Кембридже. Во время учёбы в Гарварде он перенёс операцию на бедре и проходил реабилитацию после травмы. В 2017 году был включён в команду турнира ECAC. Всего за Гарвардский университет провёл 115 встреч, в которых набрал 99 очков.

### Профессиональная карьера

#### Баффало Сейбрз
На Драфте НХЛ 2013 года был выбран в шестом раунде под общим 159-м номером командой «Баффало Сейбрз». 8 апреля 2017 года подписал двухлетний контракт новичка с «Баффало» на общую сумму $ 1,767 млн. Этим же днём он дебютировал в НХЛ в матче против «Флориды Пантерз» в качестве экстренной замены Маркусу Фолиньо, проведя на площадке 15 смен общей продолжительностью чуть более 12 минут и не набрав очков. В июле 2017 года Мэлоун получил травму и не смог участвовать в лагере новичков «Баффало Сейбрз», турнире Prospects Challenge и тренировочном лагере. Сезон 2017/18 Мэлоун провёл в АХЛ за фарм-клуб «Баффало» — «Рочестер Американс» и в 73 матчах набрал 22 очка. 12 июля 2018 года подписал новый контракт с «Сейбрз» на сумму $ 787,5 тыс. В начале сезона 2018/19 восстанавливался из-за травмы колена. Данный сезон Мэлоун также провёл в АХЛ и набрал 13 очков в 38 встречах. 25 июня 2019 года Мэлоун решил остаться в организации «Сейбрз», подписав однолетний контракт с «Рочестер Американс». В сезоне 2019–20 Мэлоун в своем третьем сезоне с «Американс» провёл 58 игр и набрал 30 очков, заняв второе место в команде по результативности, однако сезон был отменен из-за пандемии COVID-19.

#### Нэшвилл Предаторз
15 июля 2020 года заключил однолетний двухсторонний контракт с «Нэшвилл Предаторз» на сумму $ 750 тыс. К началу сезона 2020/21 был отправлен в АХЛ в клуб «Чикаго Вулвз». Однако из-за того, что сезон АХЛ начался лишь в феврале, Мэлоун не играл. 7 февраля 2021 года «Нэшвилл» вызвал Шона Мэлоуна из АХЛ и поместил его в "taxi squad", что позволяло ему тренироваться с основной командой. 9 февраля Мэлоун дебютировал в составе «хищников» в качестве центра четвёртого звена. В этом матче Мэлоун набрал своё первое очко в НХЛ, отдав пас на Рокко Гримальди, который забил гол в ворота Андрея Василевского из «Тампы-Бэй».

#### Возвращение в Баффало
28 июля 2021 года подписал однолетний контракт с «Баффало Сейбрз» на сумму $ 750 тыс.

## Международная карьера
В 2012 году выступал в составе сборной США на Кубке Глинки/Гретцки, и в четырёх матчах набрал 1 очко. В 2013 году стал обладателем серебряной медали на Чемпионате мира по хоккею с шайбой среди юниорских команд. В 7 матчах набрал 1 очко при показателе полезности «-2».

## Статистика

### Клубная карьера
| 2012/13     | Юниорская сборная США | USHL        | 15 | 5  | 8  | 13 | 17 | — | — | — | — | — |
| 2013/14     | Гарвард Кримсон       | ECAC        | 31 | 6  | 14 | 20 | 16 | — | — | — | — | — |
| 2014/15     | Гарвард Кримсон       | ECAC        | 21 | 8  | 10 | 18 | 12 | — | — | — | — | — |
| 2015/16     | Гарвард Кримсон       | ECAC        | 27 | 10 | 9  | 19 | 8  | — | — | — | — | — |
| 2016/17     | Гарвард Кримсон       | ECAC        | 36 | 18 | 24 | 42 | 16 | — | — | — | — | — |
| 2016/17     | Баффало Сейбрз        | НХЛ         | 1  | 0  | 0  | 0  | 0  | — | — | — | — | — |
| 2017/18     | Рочестер Американс    | АХЛ         | 73 | 12 | 10 | 22 | 29 | 3 | 0 | 2 | 2 | 0 |
| 2018/19     | Рочестер Американс    | АХЛ         | 38 | 4  | 9  | 13 | 4  | — | — | — | — | — |
| 2019/20     | Рочестер Американс    | АХЛ         | 58 | 12 | 18 | 30 | 26 | — | — | — | — | — |
| 2020/21     | Нэшвилл Предаторз     | НХЛ         | 1  | 0  | 1  | 1  | 2  | — | — | — | — | — |
| 2020/21     | Чикаго Вулвз          | АХЛ         | 23 | 5  | 10 | 15 | 38 | — | — | — | — | — |
| Всего в НХЛ | Всего в НХЛ           | Всего в НХЛ | 2  | 0  | 1  | 1  | 2  | — | — | — | — | — |

### Международная
| Год                                         | Сборная                                     | Турнир                                      | Результат                                   |    | И | Г | П | О | Ш |
| ------------------------------------------- | ------------------------------------------- | ------------------------------------------- | ------------------------------------------- | -- | - | - | - | - | - |
| 2012                                        | США (мол.)                                  | МИГ                                         | 7-е                                         | 4  | 0 | 1 | 1 | 2 |   |
| 2013                                        | США (мол.)                                  | МЧМ                                         | 2                                           | 7  | 0 | 1 | 1 | 0 |   |
| Всего за юниорскую и молодёжную сборную США | Всего за юниорскую и молодёжную сборную США | Всего за юниорскую и молодёжную сборную США | Всего за юниорскую и молодёжную сборную США | 11 | 0 | 2 | 2 | 2 |   |

## Награды
| Награда                  | Год  |  |
| ------------------------ | ---- |  |
| ECAC All-Tournament Team | 2017 |  |